# Кени Маккормик
Кени Маккормик (на английски: Kenny McCormick, среща се и като McKormick) е измислен герой от анимирания сериал South Park. Той е един от четиримата главни герои заедно със Стен Марш, Кайл Брофловски, и Ерик Картман. Неговата заглушена реч (поради качулката, която носи) се записва от Мат Стоун. За кратко в South Park: Bigger, Longer & Uncut, Майк Джъдж записва единствената незаглушена реплика на героя. Първата му поява е в Духът на Коледа — кратки филми, създадени от Стоун и партньорът му Трей Паркър през 1992 (Исус срещу Дядо Мраз) и през 1995 (Исус срещу Дядо Коледа).
Кени е деветгодишен четвъртокласник, живеещ в бедно семейство в измисления град Саут Парк, Колорадо. През почти всеки епизод от 1 до 5 сезон Кени умира, а след това се завръща без никакво обяснение. Последната му смърт е в предпоследния епизод на 5-и сезон (но последният, който засяга 4-мата главни герои), „Кени умира“, като се завръща в последния епизод на 6-и сезон, с обяснението че се е мотал „някъде там“, посочвайки зад кулисите. Оттогава практиката да бъде убиван във всеки епизод не се осъществява с малки изключения.

## Характер
Кени е базиран на приятел от детството на създателите на шоуто; той бил най-бедното момче в квартала и носил стегнато оранжево яке. Когато измисляли героя, създателите на шоуто забелязали как всяко друго подобно шоу има по едно бедно дете, и решили да го създадат като такова. Кени често употребява мръсни изрази и говори гнусотии в опит да впечатли останалите.
Кени разбира от тоалетен хумор и порнография и останалите често се допитват до него за обяснение, когато не разбират нещо, свързано с тези неща.
Кени се разбира изключително добре със Стан и Кайл. Неговото приятелство с Картман е по-сложно. Картман често дразни Кени за това, че е беден, на което Кени отговаря сърдито. Кени пише в завещанието си, че не харесва Картман, но „съжалява за него“, но от друга страна, в епизода „Кени умира“, Картман през сълзи казва, че винаги е имал Кени за своя най-добър приятел. Двамата често са единствените, които взаимно се смеят на шегите си. В епизода „Rainforest Schmainforest“ Кени тръгва с момиче на име Кели.

## Смъртни случаи
До шести сезон Кени умира в почти всички епизоди. Смъртта му често е последвана от фразата „О, боже мой! Убиха Кени!... Копелета!“, произнесена от Стан и Кайл. Стоун и Паркър разкриват, че под „те“ Стан и Кайл имат предвид самите Стоун и Паркър, като „Копелета!“ също се отнася за тях. Често след смъртта му се появяват плъхове и започват да го ръфат.
Практиката за непрестанното му убиване е породена от истинския Кени, който често пропускал училище за няколко дни. В това време приятелите му се шегували, че е мъртъв, а когато отново отишъл на спирката, всички се държали все едно нищо не е станало.
След истинската му смърт в „Кени умира“ (единственият път, когато тя е взета насериозно от останалите персонажи) той не се появява за цял сезон, но в края на 6-и сезон първо се явява като дух, обсебил Картман, а след това като истинското си аз във финалния епизод.
Смъртта на Кени, както и фразата „О, боже мой! Убиха Кени!... Копелета!“, навлизат в масовата култура и се срещат върху тениски и даже върху перце за китара.
В книгата си „Саут Парк и философията“ на проф. Рандал Ауксие, авторът твърди, че смъртта на Кени кара зрителите да се чувстват по-комфортно с тяхната собствена смърт.